# نيك دي سانتيس
نيك دي سانتيس هو مدرب كرة قدم ولاعب كرة قدم كندي في مركز الوسط، ولد في 11 نوفمبر 1967 في مونتريال في كندا. شارك مع منتخب كندا تحت 20 سنة لكرة القدم ومنتخب كندا لكرة القدم. أما مع النوادي، فقد لعب مع إمباكت مونتريال.

## وصلات خارجية
- نيك دي سانتيس على موقع قاعدة بيانات كرة القدم.إي يو (الإنجليزية)
- نيك دي سانتيس على موقع ناشيونال فوتبول تيمز (الإنجليزية)